# Josef Čepický

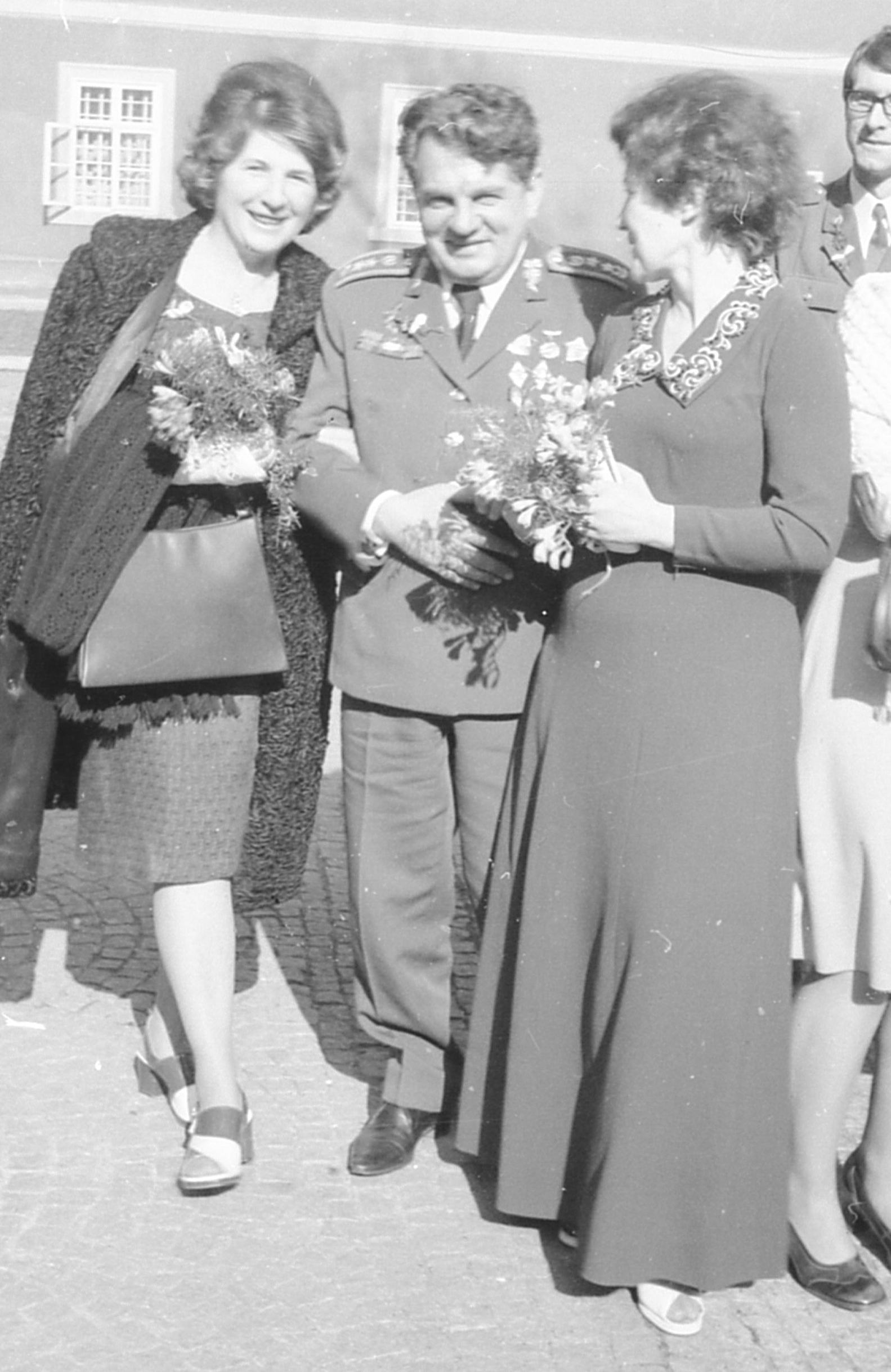
Generáporučík Čepicky při svatbě svého syna na Dobříšském zámku v r. 1978

PhDr. Ing. Josef Čepický (15. srpna 1925 Horšice – 26. června 2005 Praha) byl český voják, generál, náčelník Vojenské akademie Antonína Zápotockého.

## Život
Narodil se ve vesnici Horšice jako syn zedníka. Za druhé světové války byl totálně nasazen na letišti Ruzyně. Ke konci války se mu podařilo z nasazení uprchnout a skrýval se v rodné vesnici. V r. 1945 ukončil studium na státním mužském ústavu učitelském v Plzni. Učitelský obor dostudoval po válce ve zrychleném kurzu.
První roky učil v Plzeňském kraji, později byl přemístěn do nově osidlovaného pohraničí. V letech 1949-1950 vystudoval Vojenské politické učiliště Jiřího Hakena v Roudnici nad Labem, po ukončení učiliště byl vyřazen v hodnosti poručíka. V letech 1953 -1955 pokračoval ve studiu na Vojenské politické akademii Klementa Gottwalda v Praze.  Do září 1960 zastával funkci zástupce náčelníka politického oddělení 2. vojenského okruhu. V roce 1953 byl povýšen na majora, 1955 na podplukovníka a v roce 1961 na plukovníka. Svou odbornost si následně prohloubil v letech 1958 -1960 studiem Vojenské akademie K.J. Vorošilova v Moskvě. Do první generálské hodnosti byl povýšen při výkonu funkce zástupce náčelníka Hlavní politické správy MNO. Generál poručíkem se stává 1. 5. 1975 již jako náčelník Vojenské akademie Antonína Zápotockého. Do výslužby odešel v ledu 1987.
Byl členem KSČ. Byl přijat do Československé lidové armády. V letech 1973–1986 byl náčelníkem Vojenské akademie Antonína Zápotockého.

### Vojenská kariéra
- Košice
- Velitel divize v Opavě
- Motostřelecká divize Kroměříž
- Vojenská akademie Maršála Vorošilova
- Zástupce velitele Západního vojenského okruhu (Tábor)
- Zástupce náčelníka Generálního štábu ČSLA
- Náčelník Vojenské akademie Antonína Zápotockého v Brně

### Stranická kariéra
- Člen buňky v Horšicích
- Předseda studentské organizace v Moskvě
- Delegát sjezdu